# بسام المصري
بسام المصري (14 أب 1963 -) ممثل ومؤلف ومخرج مسرحي ، وممثل ومخرج تلفزي أردني. حاصل على دبلوم في الإنتاج والإخراج التلفزي من كلية الخوارزمي بعَمان العام 1986. في رصيده عدة أعمال تلفزية نالت شهرة عربية واسعة أهمها «عيال مشهور» عام 1997 و«نمر بن عدوان» عام 2007 و«توم الغرة» عام 2013.

## من أعماله

### تمثيل
- (1990): «النشمي».

### الاخراج

#### المسلسلات التلفزية
- (2023): «العيدروس».
- (2023): «ثمن الجديلة».
- (2021): «عيال قحطان».
- (2021): «الجمرة ج2».
- (2018): «من مسرح الجريمة».
- (2016): «طوق النار».
- (2014): «سمرة عيده».
- (2013): «توم الغرة».
- (2010): «الفور جيم».
- (2010): «المرقاب».
- (2009): «عطر النار».
- (2008): «عودة أبو تايه».
- (2007): «نمر بن عدوان».
- (2005): «ورد وشوك».
- (2002): «سيف الحق».
- (2001): «التراب الأحمر».
- (2000): «المنسية».
- (1999): «الوريث الوحيد».
- (1999): «الأماني المرة».
- (1997): «عيال مشهور».
- (1997): «رياح المواسم».
- (1995): «الرحيل الأخير».
- (1994): «القصير».

### المسرحيات
- «الأردن أغلى».
- «الناجح يرفع أيده».
- «آلو رومانيا».
- «عائلة مرحة جداً».
- «لغز الرواية».
- «أمن ناعم».
- «ترانيم على مائدة الحياة».
- «قرية العشاق».

## الجوائز والتكريم
- 2020  الأردن: تكريم من جمعية فرسان السلام.
- 2008  مصر: جائزة الإبداع الذهبية كأفضل مخرج عن مسلسل «عودة أبو تايه» من مهرجان القاهرة للإعلام العربي في دورته الرابعة عشر.[3]
- 1989  الأردن: جائزة أفضل إخراج عن مسرحية «قرية العشاق» من مهرجان كليات المجتمع الثاني.